# Ralph Vary Chamberlin

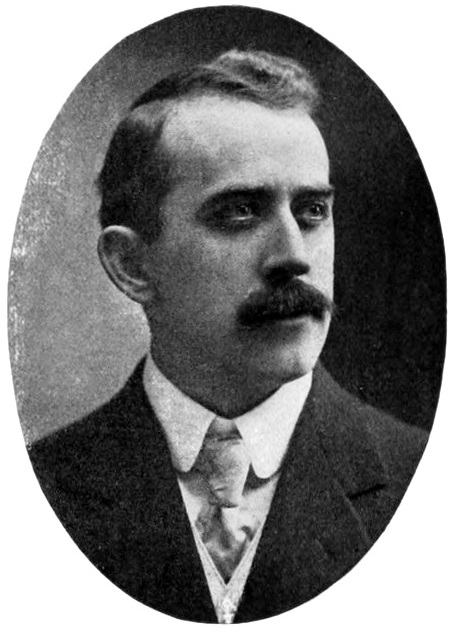
Ralph V. Chamberlin, circa 1911

Ralph Vary Chamberlin (1879-1967) foi um zoólogo dos Estados Unidos da América. Nasceu em Salt Lake City, Utah. Recebeu um PhD da Universidade Cornell, em 1904. Era professor de zoologia na Universidade Brigham Young durante os anos de 1908-1911, e na Universidade de Utah durante os anos de 1925-1938.
Viveu junto à comunidade indígena Goshute para estudar as plantas, escrevendo o livro Ethnobotany of the Gosiute Indians of Utah (Etnobotânica dos indígenas Gosiute de Utah).
Casou-se com Daisy Della Ferguson em 1899. O segundo casamento foi com Edith Simmons, em 1922.
Quano ao seu trabalho, descreveu 77 géneros e 1001 espécies entre os anos de 1904 e 1958, 464 espécies e 38 géneros foram descritos juntamente com Wilton Ivie.
Era tio de Joseph Conrad Chamberlin, com quem descreveu numerosas espécies de pseudoscorpionida.